# Provincia
Provincia är en ort i Mexiko.   Den ligger i kommunen Salvatierra och delstaten Guanajuato, i den centrala delen av landet, 220 km väster om huvudstaden Mexico City. Provincia ligger 1 739 meter över havet och antalet invånare är 227.
Terrängen runt Provincia är varierad. Runt Provincia är det ganska tätbefolkat, med 172 invånare per kvadratkilometer. Närmaste större samhälle är Salvatierra, 15,7 km öster om Provincia. Trakten runt Provincia består till största delen av jordbruksmark.